# Fischhof
Pour l’article homonyme, voir Joseph Fischhof.
Fischhof est une localité autrichienne. Elle fait partie de la commune de Oberhofen am Irrsee du district de Vöcklabruck en Haute-Autriche.